# Brachymyrmex gagates
Brachymyrmex gagates é uma espécie de inseto do gênero Brachymyrmex, pertencente à família Formicidae.